# Tiane
Tiane est une chanteuse ivoirienne qui a débuté en 1983 à Koumassi à l'orchestre de Mewlessel. Trois ans plus tard elle intègre le groupe Woya toujours comme choriste. C'est à cette époque que se concrétise sa relation avec le célèbre arrangeur Marcellin Yacé qui était à ce moment saxophoniste. De cette relation est née une fille nommée Bélinda Yacé qui elle aussi s'est lancée dès 7 ans dans la musique.